# Cárpatos (antigua ciudad)
Cárpatos (en griego antiguo: Κάρπαθος) es una antigua ciudad griega de la isla Kárpatos, perteneciente al Dodecaneso.

## Historia
Cárpatos perteneció a la Liga de Delos puesto que aparece en los registros de tributos a Atenas entre los años 445/4 y 415/4 a. C. y aparece atestiguada en otros testimonios epigráficos como la inscripción de un decreto honorífico ateniense que se ha fechado entre 445 y 430 a. C. Se ha deducido también que es una de las tres polis, junto con Bricunte y Arcesia, que el Periplo de Pseudo-Escílax ubica en la isla de Cárpatos, sin nombrarlas.

## Ubicación desconocida
Se desconoce su localización exacta, aunque se ha sugerido que debe identificarse con la ciudad de Posidio o Potideo, mencionada por otras fuentes y ubicada en la moderna Pigadia (llamada también actualmente Kárpatos), pero algunos han interpretado que el lugar también podría haber sido el de la antigua ciudad donde habitaban los eteocarpatios.